# Hotel Catalonia
L'Hotel Catalonia, o chiamato anche Renaissance Barcelona Fira Hotel, è un grattacielo situato nella Plaza de Europa a L'Hospitalet de Llobregat, in Spagna.
Completato nel 2011, questo hotel si caratterizza per la sua altezza (è attualmente uno degli edifici più alti dell'area metropolitana di Barcellona, con un totale di 105 metri e 26 piani) e per la facciata, decorata con finestre a forma di palma.